# Plaidoyer pour l'altruisme
 (juillet 2018).
Plaidoyer pour l'altruisme est un livre de Matthieu Ricard paru en 2013. Il s'inscrit formellement au milieu d'une série de trois titres du même auteur comprenant également Plaidoyer pour le bonheur (2003) et Plaidoyer pour les animaux (2014). 